# Шаблинщина
Шаблинщина (біл. вёска Шабліншчына) — село в складі Борисовського району Мінської області, Білорусь. Село належало Забашевичівській сільській раді, розташоване в східній частині області.
Рішенням Мінської обласної ради депутатів від 28 травня 2013 року, щодо змін адміністративно-територіального устрою Мінської області, село Забашевичі підпорядковане Гливинській сільській раді.